# Esfinx dels pollancres
L'esfinx dels pollancres (Laothoe populi) és una espècie de lepidòpter ditrisi de la família dels esfíngids (Sphingidae) propi de la regió paleàrtica occidental i central, incloent-hi la península Ibèrica.

## Distribució
Es distribueix per la regió paleàrtica occidental (incloent tot Europa) i central fins al Turquestan eruo-siberià. A la península Ibèrica és absent a gran part de la zona meridional. Hi ha dues subespècies:
- Laothoe populi populi: Europa i Rússia.
- Laothoe populi populeti: Armènia, Turquia, repúbliques del Turquestan, entre d'altres..

## Descripció

### Imago
Envergadura alar d'entre 70 i 100 mm. Cap, tòrax i abdomen de color marró clar. Ales anteriors amb diferents tonalitats marrons formant franges ondulades fosques sobre fons clar; presenta una taca blanca a la cel·la. Ales posteriors dels mateixos colors excepte a la zona basal, que és vermellosa. En estat de repòs, les ales posteriors es mostren visibles sobresortint per la part superior de les anteriors. Les seves formes imiten les d'una fulla seca.

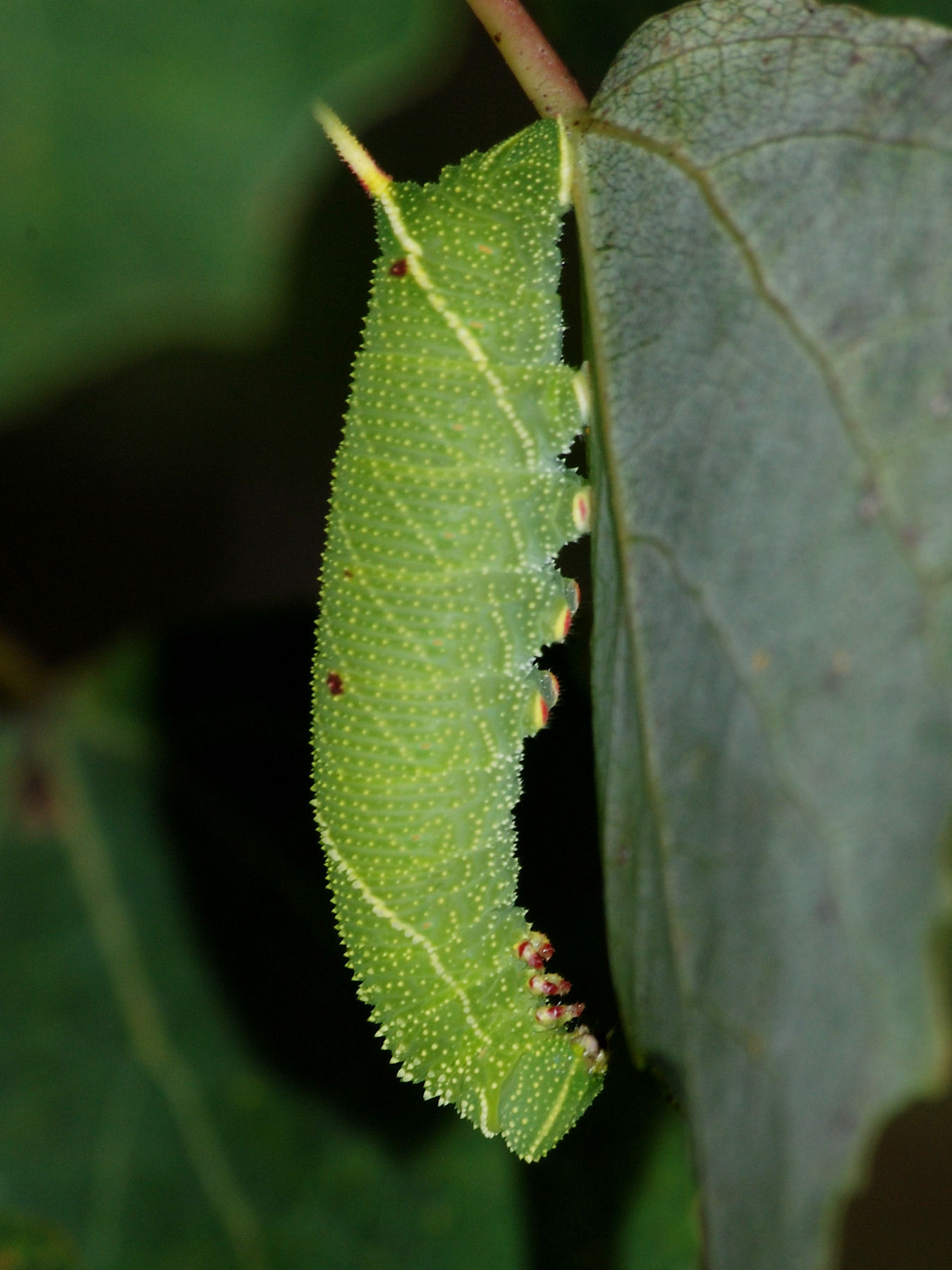
Eruga
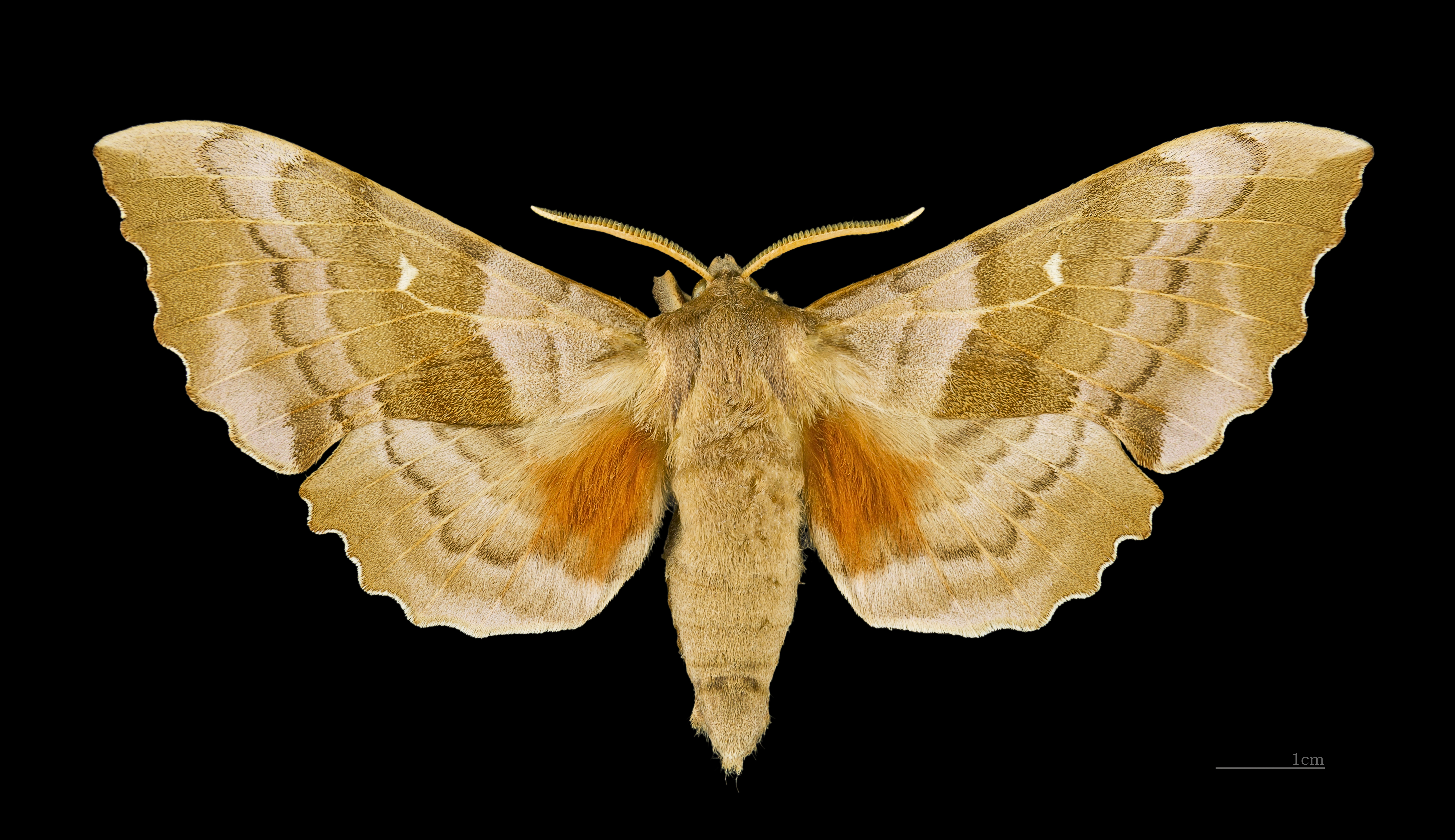
Laothoe populi ♂
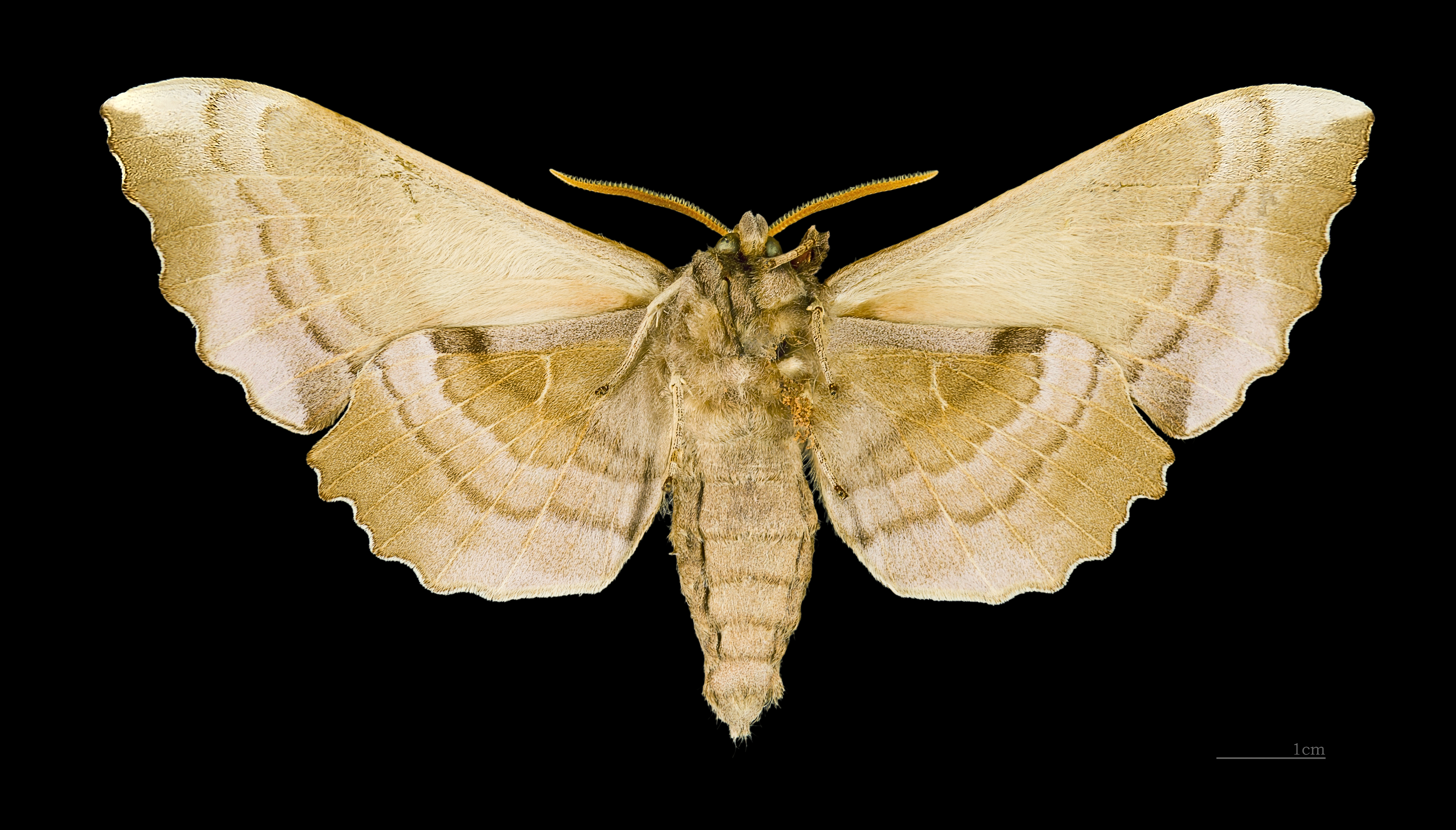
Laothoe populi ♂ △
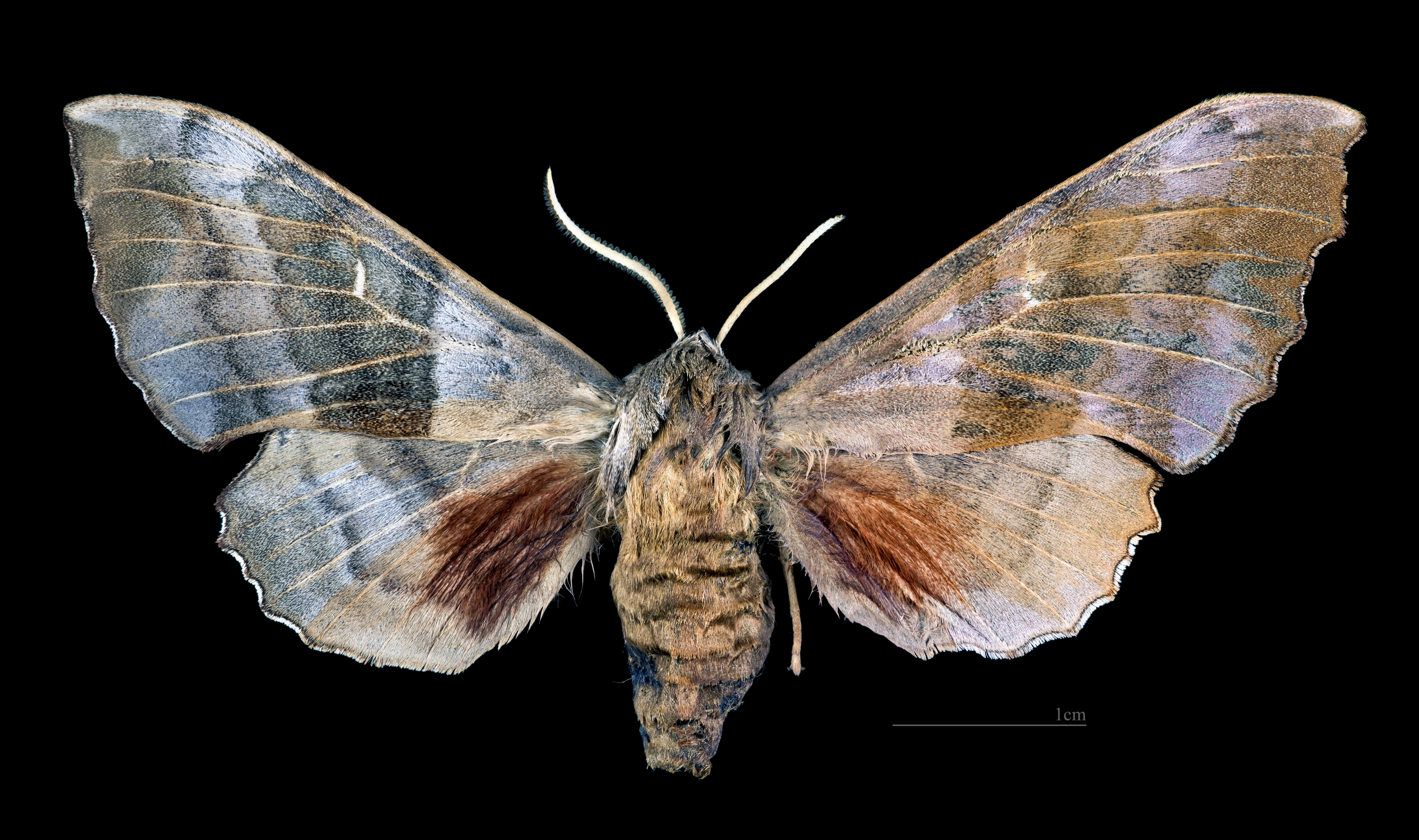
Ginandromorfismo
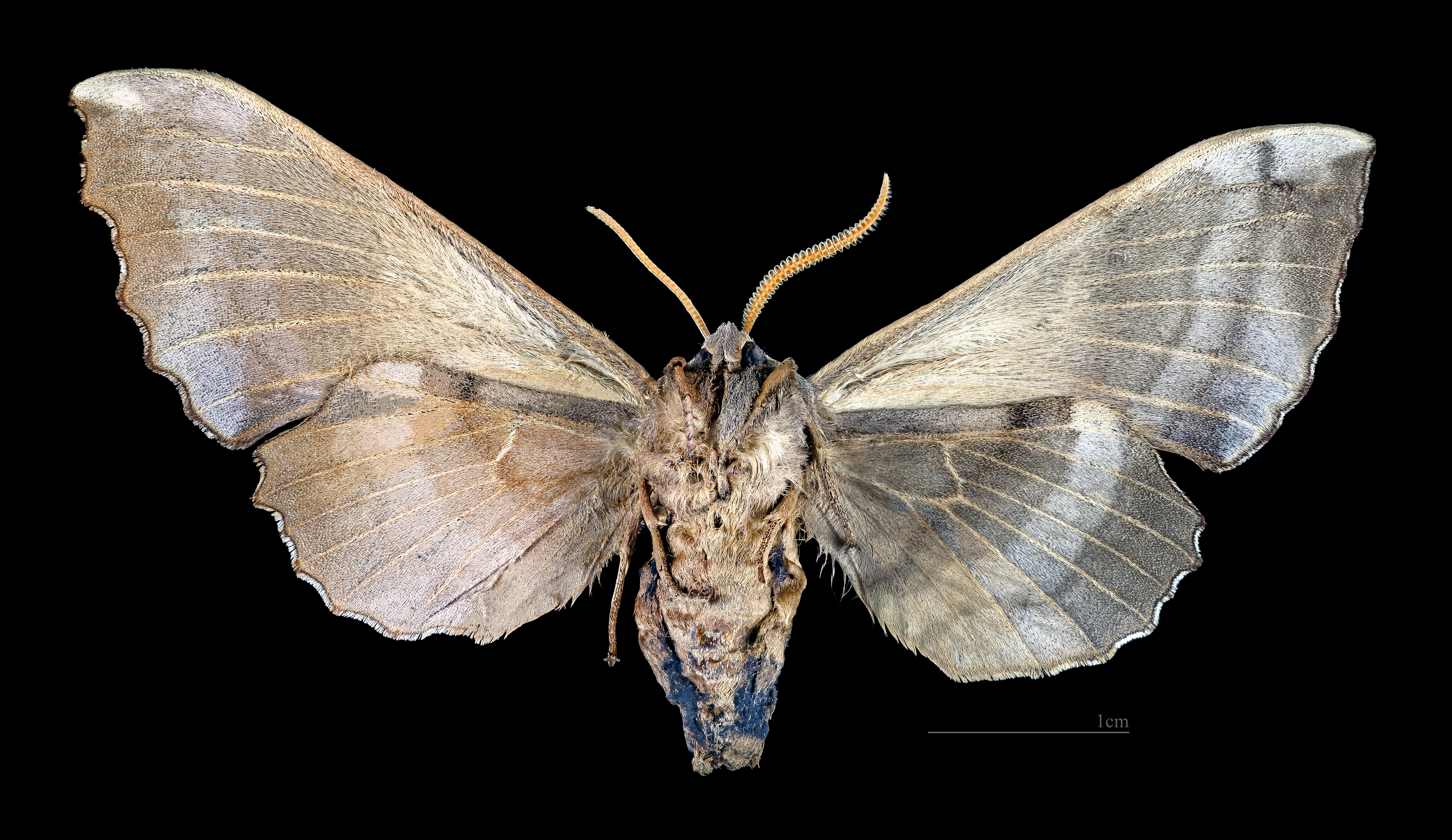
Ginandromorfismo △

### Eruga
L'eruga pot arribar als 85 mm. Pot ser de diverses formes, generalment és verda clapada de blanc o groc, amb línies obliqües blanques o grogues i una última acabada en la cua, normalment verdosa o groga. Alguns exemplars poden tenir línies de punts rogencs. La seva forma robusta i rabassuda és un tret característic.

## Hàbitat
Preferentment llocs on creixin pollancres o salzes, com boscos de ribera o parcs. Durant el dia es manté perfectament oculta entre les herbes o als troncs dels arbres. L'eruga s'alimenta principalment de Populus i Salix; també pot acceptar Fraxinus, Quercus, Betula, Alnus, Rosa, Crataegus, Cotoneaster, Malus, Laurus i, a Espanya, també Ulmus.

## Període de vol
Generalment dues generacions entre el maig i el setembre, la primera a finals de primavera i la segona durant tot l'estiu. En regions fredes només n'hi ha una, mentre que a les més càlides pot haver-hi tres. Hibernació com a pupa en una càpsula sota terra.

## Costums
L'imago posseeix una espiritrompa atrofiada, cosa que li impedeix libar nèctar i alimentar-se. Això fa que només pugui viure uns pocs dies, temps que ha d'aprofitar per trobar parella i pondre els ous. És atacada per nombrosos parasitoides de la família Ichneumonidae, Braconidae, Eulophidae, Trichogrammatidae, Scelionidae i Tachinidae.